# Ton de Kruijk
Antoon "Ton" de Kruijk (født 27. november 1955 i Utrecht, Holland) er en hollandsk tidligere fodboldspiller (midtbane). 
Kruijk spillede hele sin karriere i hjemlandet hos FC Utrecht i sin fødeby. Han vandt landets pokalturnering, KNVB Cuppen, med holdet i 1985.

## Titler
KNVB Cup
- 1985 med FC Utrecht